# ХКК Широки
Кошаркашки клуб Широки је кошаркашки клуб из Широког Бријега, Босна и Херцеговина. Клуб је основан 1974. и своје утакмице игра у дворани Пецара, капацитета 4.500 места. Клуб се тренутно такмичи у Првој лиги Босне и Херцеговине и Другој Јадранској лиги.

## Историја
Кошаркашки клуб "Широки" из Широког Бријега утемељен је 5. априла 1974. године на подстицај покојнога професора физичког васпитања Станка Јелчића и групе гимназијалаца. Прве утакмице клуб је одиграо под именом "Младост" на асфалтном игралишту између знаменитих широкобријешких звоника и гимназијске зграде. Прву утакмицу клуб је одиграо седам дана касније против "Троглава" у Ливну и убрзо се укључио у редовно такмичење, Другу републичку кошаркашку лигу БиХ-група југ.
Са доста успеха клуб је у том степену такмичења играо све до 1989. године када је постао победник јужне групе Друге републичке лиге БиХ и изборио квалификације за улазак у Прву републичку лигу БиХ, које су одржане у Маглају. Кошаркаши "Младости" били су бољи од "Радничког" из Горажда и "Троглава" из Ливна и постали чланови Прве републичке лиге БиХ у којој су две сезоне играли врло запажену улогу.
Због ратних прилика активност у клубу је 1992. године привремено заустављена. Но, само две године касније, кошарка је поново оживела у Широком Бријегу. Тим је са новим именом "Широки" кренуо у такмичење у оквиру Кошаркашког савеза Херцег-Босне. Мало-помало враћао се на некадашње стазе успеха и године 1997/98. постао првак Херцег-Босне, а након тога и освајач првога доигравања за првака и победника Купа БиХ.
Велики резултати стигли су тек усељењем клуба у нову модерну спортску дворану на Пецари. Тим је под именом "Широки Херцегтисак" постао троструки првак БиХ и троструки победник Купа БиХ уз запажене наступе на међународним такмичењима, а пре свега у регионалној Гудјир лиги, где је у сезони 2001/02. био пети, а 2002/03. девети.
Клуб је учествовао и у престижним европским клупским такмичењима, Купа Рајмонда Сапорте, Купа Радивоја Кораћа, ФИБА купу и ФИБА Европа лиги. Сјајном организацијом, одличним резултатима и правом спортском атмосфером у дворани на Пецари ХКК "Широки Херцегтисак" прерастао је оквире Широког Бријега, Западнохерцеговачке жупаније и Босне и Херцеговине. Постао је један од најуспешнијих спортских клубова у држави и узорни члан европске кошаркашке породице.

## Успеси
- Првенство Босне и Херцеговине:
  - Првак (10): 1998, 2002, 2003, 2004, 2007, 2009, 2010, 2011, 2012, 2019.
  - Вицепрвак (6): 2001, 2005, 2006, 2013, 2014, 2015.

- Куп Босне и Херцеговине:
  - Победник (9): 1998, 2001, 2003, 2004, 2006, 2008, 2011, 2012, 2014.
  - Финалиста (7): 2000, 2005, 2009, 2013, 2015, 2016, 2022.

## Учинак у претходним сезонама
| Сез.     | Првенство Босне и Херцеговине | Куп Босне и Херцеговине | Регионално такмичење | Европско такмичење |
| -------- | ----------------------------- | ----------------------- | -------------------- | ------------------ |
| 2019/20. | —                             | Полуфинале              | Друга Јадранска лига | —                  |

## Познатији играчи
- Станко Бараћ
- Јаков Владовић
- Јосип Вранковић
- Џамар Јанг
- Фран Пилепић
- Дарко Планинић
- Жељко Шакић
- Синиша Штембергер
- Марко Шутало